# Antarctomia subcorallinoides
Antarctomia subcorallinoides är en lavart som beskrevs av D. C. Linds. Antarctomia subcorallinoides ingår i släktet Antarctomia och familjen Placynthiaceae.   Inga underarter finns listade i Catalogue of Life.